# アルコレ (ヴェローナ県)
アルコレ（伊: Arcole）は、イタリア共和国ヴェネト州ヴェローナ県にある、人口約6,300人の基礎自治体（コムーネ）。

## 地理

### 位置・広がり

#### 隣接コムーネ
隣接するコムーネは以下の通り。括弧内のVIはヴィチェンツァ県所属を示す。
- ベルフィオーレ
- ロニーゴ (VI)
- サン・ボニファーチョ
- ヴェロネッラ
- ジメッラ

### 気候分類・地震分類
気候分類では、zona E, 2437 GGに分類される。
また、イタリアの地震リスク階級 (it) では、zona 3 (sismicità bassa) に分類される。

## 歴史

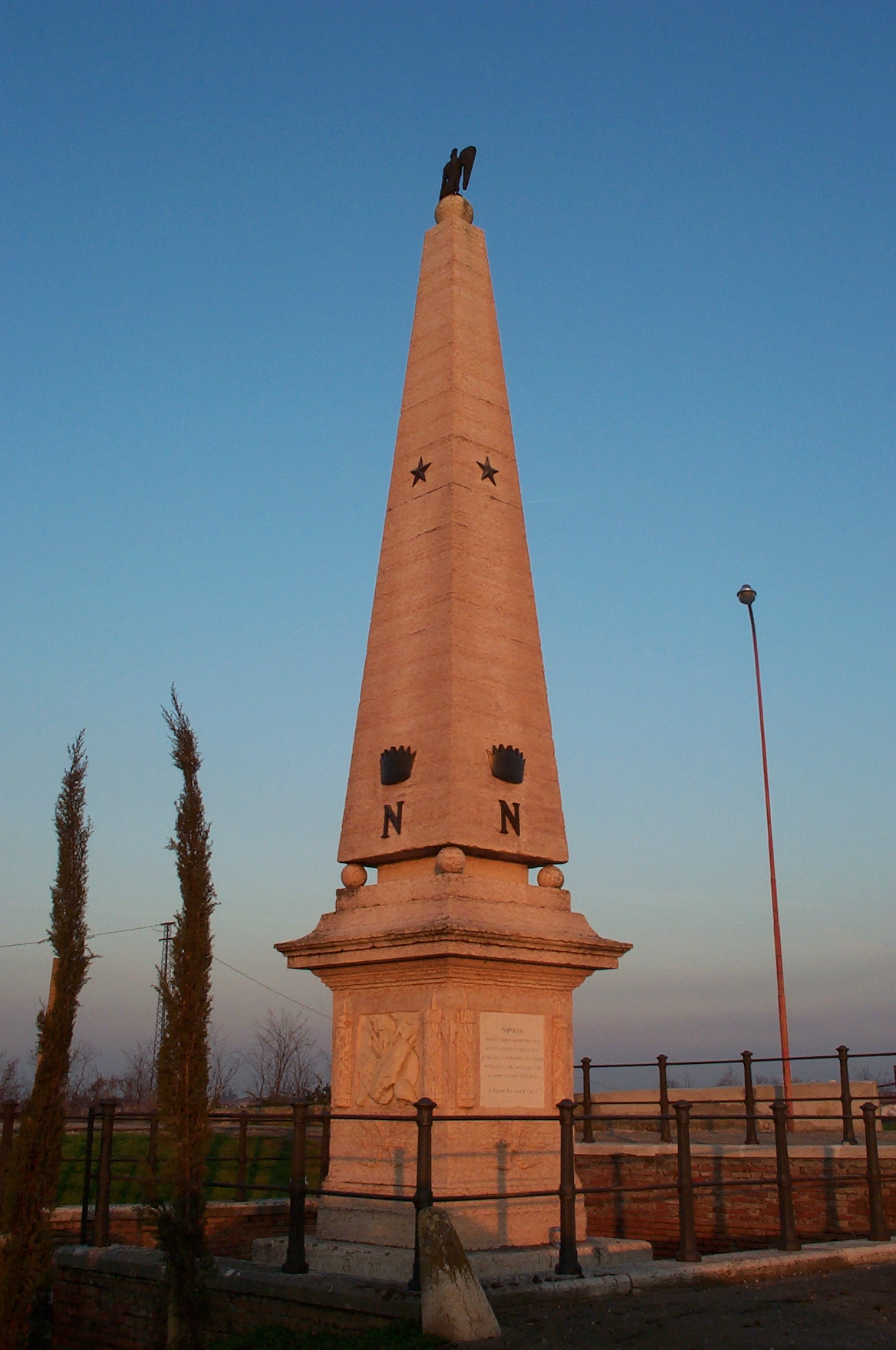
ナポレオンを記念するオベリスク

- 1796年11月15-17日 - 「アルコレの戦い」でナポレオン・ボナパルトがオーストリア軍に勝利した。

## 姉妹都市
- カドネ、フランス